# Rudolf-Bednar-Park

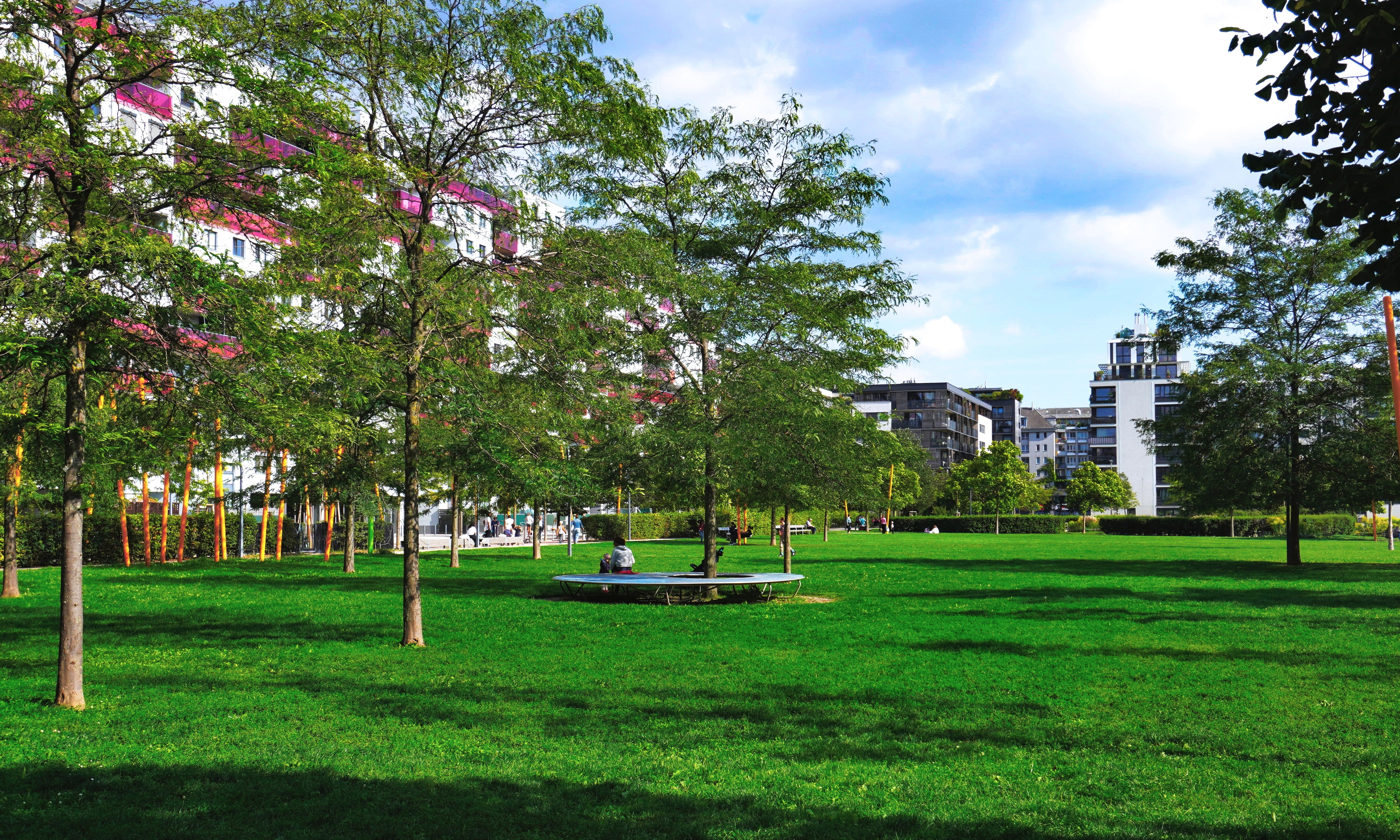
Rudolf-Bednar-Park, Blick von der Krakauer Straße (2021)

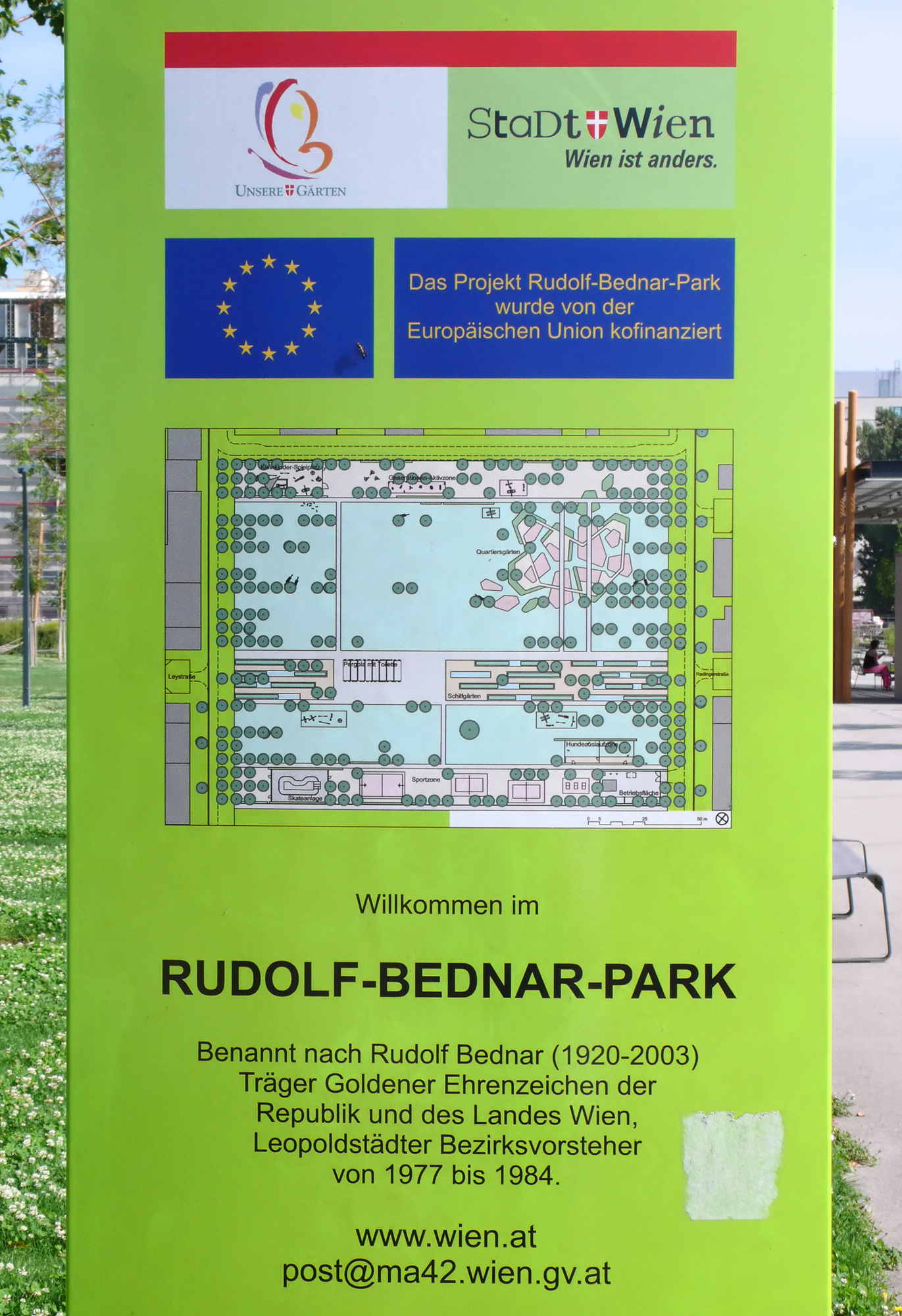
Informationstafel im Park

Der 2008 eröffnete Rudolf-Bednar-Park im 2. Wiener Gemeindebezirk, Leopoldstadt, ist die größte seit 1974 errichtete Wiener Parkanlage. Der nach dem Bezirksvorsteher von 1977 bis 1984 benannte Park auf einem Teil des ehemaligen Nordbahnhofgeländes ist im Nordosten von neuen Häuserblöcken an der Vorgartenstraße, im Südosten von der neu angelegten Jakov-Lind-Straße, im Südwesten vom Campus Gertrude Fröhlich-Sandner und im Nordwesten von der neu angelegten Krakauer Straße umgeben.

## Geschichte
Das ehemals als Frachtenbahnhof (mit dem Schwerpunkt der Kohlenversorgung) dienende Areal des Nordbahnhofs, bis 1918 der wichtigste Bahnhof Wiens, bildet eines der zentrumsnahen urbanistischen Entwicklungsgebiete der Stadt. Das Gebiet stand lang im Eigentum der ÖBB-Infrastruktur AG, die in Zusammenarbeit mit der Stadt Wien und dem Wohnfonds Wien bis etwa 2025 einen Stadtteil mit Wohnungen für insgesamt 22.000 Bewohner und mit 22.000 Arbeitsplätzen entwickelt. Als „grüne Lunge“ wurde unter anderem der 3,1 ha große Rudolf-Bednar-Park vorgesehen. Die Größe der Anlage entspricht etwa fünf Fußballfeldern. Benannt ist der Park nach dem sozialdemokratischen Bezirksvorsteher der Leopoldstadt von 1977 bis 1984.
2005 wurde für die Grünanlage von den Wiener Stadtgärten (MA 42) mit Förderung durch die EU ein internationaler Planungswettbewerb ausgeschrieben. Das Siegerprojekt stammt von Hager Landschaftsarchitektur, Zürich. Die Entscheidung der Jury erfolgte einstimmig. Der Spatenstich fand im Juli 2007 statt, die Parkeröffnung im September 2008.

## Gestaltung
Charakteristisch für den Park sind die hohen, orangefarbenen Metallstelen und der zusammenhängende „Baumschleier“ aus 280 großteils neu gepflanzten Bäumen. Die Ausrichtung des Baumschleiers orientiert sich an den Gleisen des ehemaligen Frachtenbahnhofs, die parallel zur nahe gelegenen Donau verliefen. Der Südteil des Parks bietet Sportmöglichkeiten für Jugendliche (Skaten und Streetball). In  Verlängerung der neu benannten Leopoldine-Schlinger-Gasse (in der Planung „Achse Radingerstraße“ genannt) verlaufen Schilfgärten. Der Bereich vor der Wohnhausanlage „Wohnen am Park“ und die sogenannten Quartiergärten im östlichen Parkteil sind für ruhigere Nutzungen vorgesehen.
Planung und Bau des Parks wurden im Rahmen des EU-Programms „Ziel 2 Wien“ aus Mitteln des Europäischen Fonds für regionale Entwicklung gefördert.

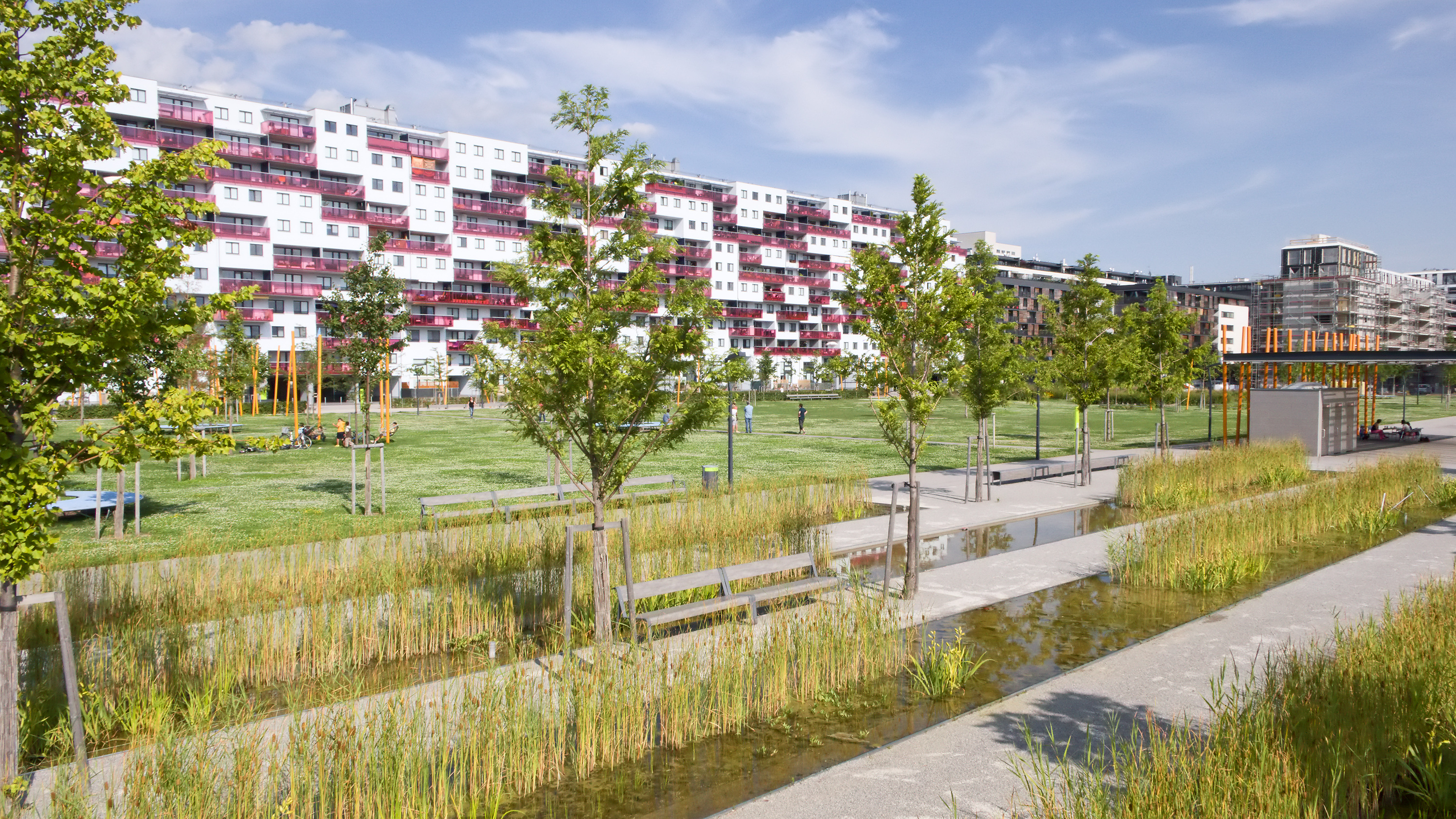
Die Schilfgärten, im Hintergrund Häuser an der Vorgartenstraße
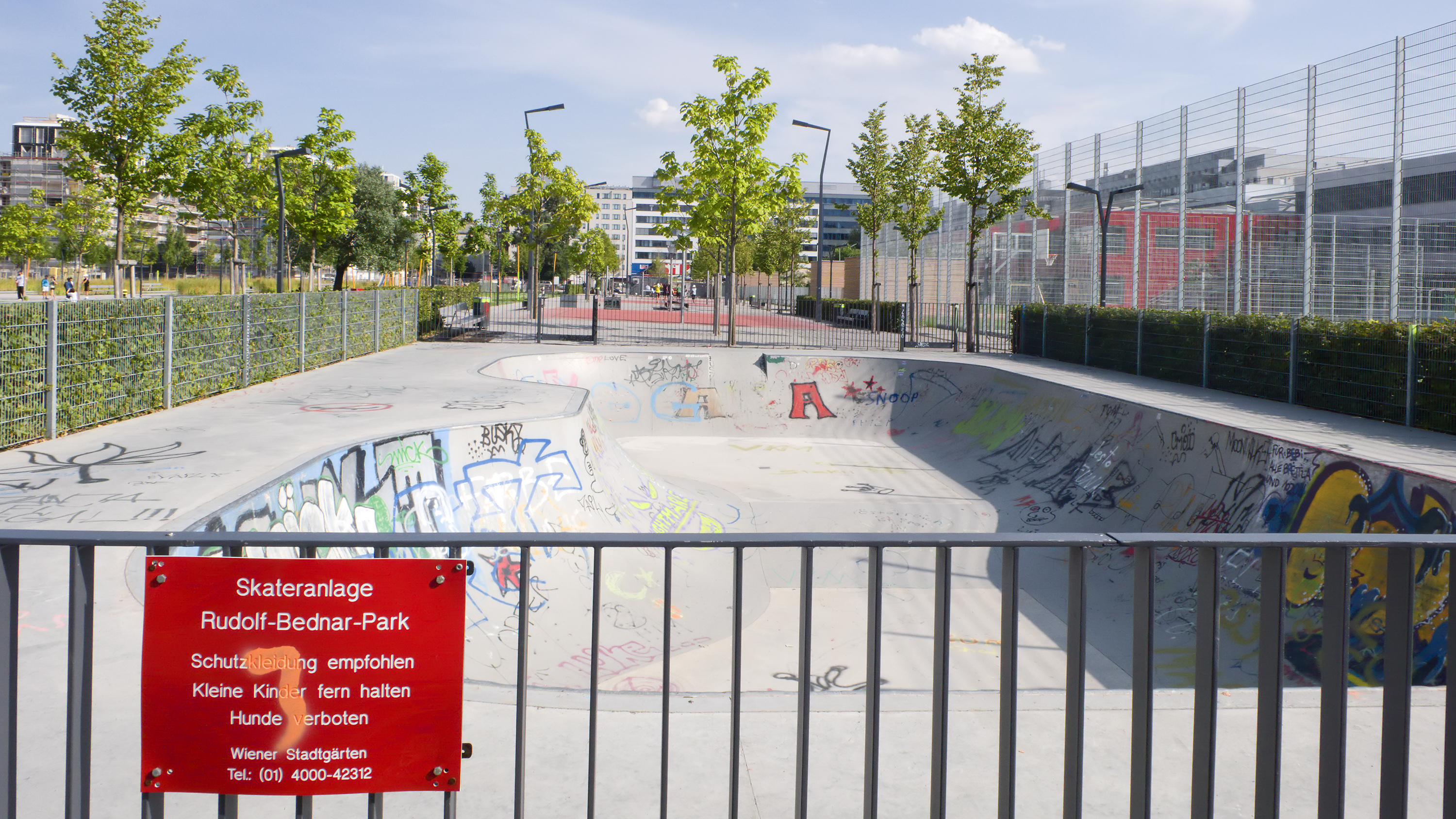
Aktivitätszone (Blick Richtung Jakov-Lind-Straße)
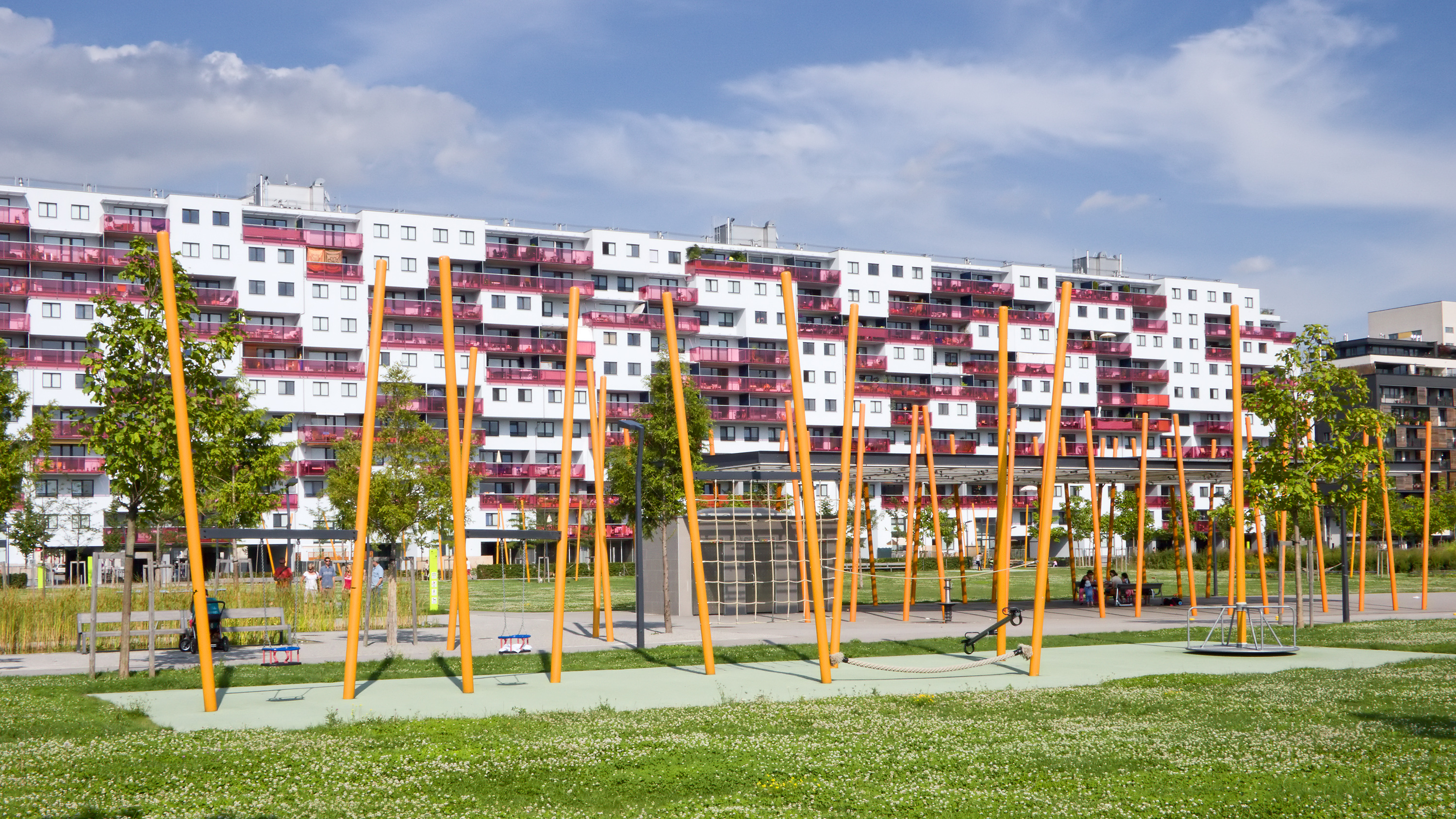
Spielzone, dahinter Häuser an der Vorgartenstraße
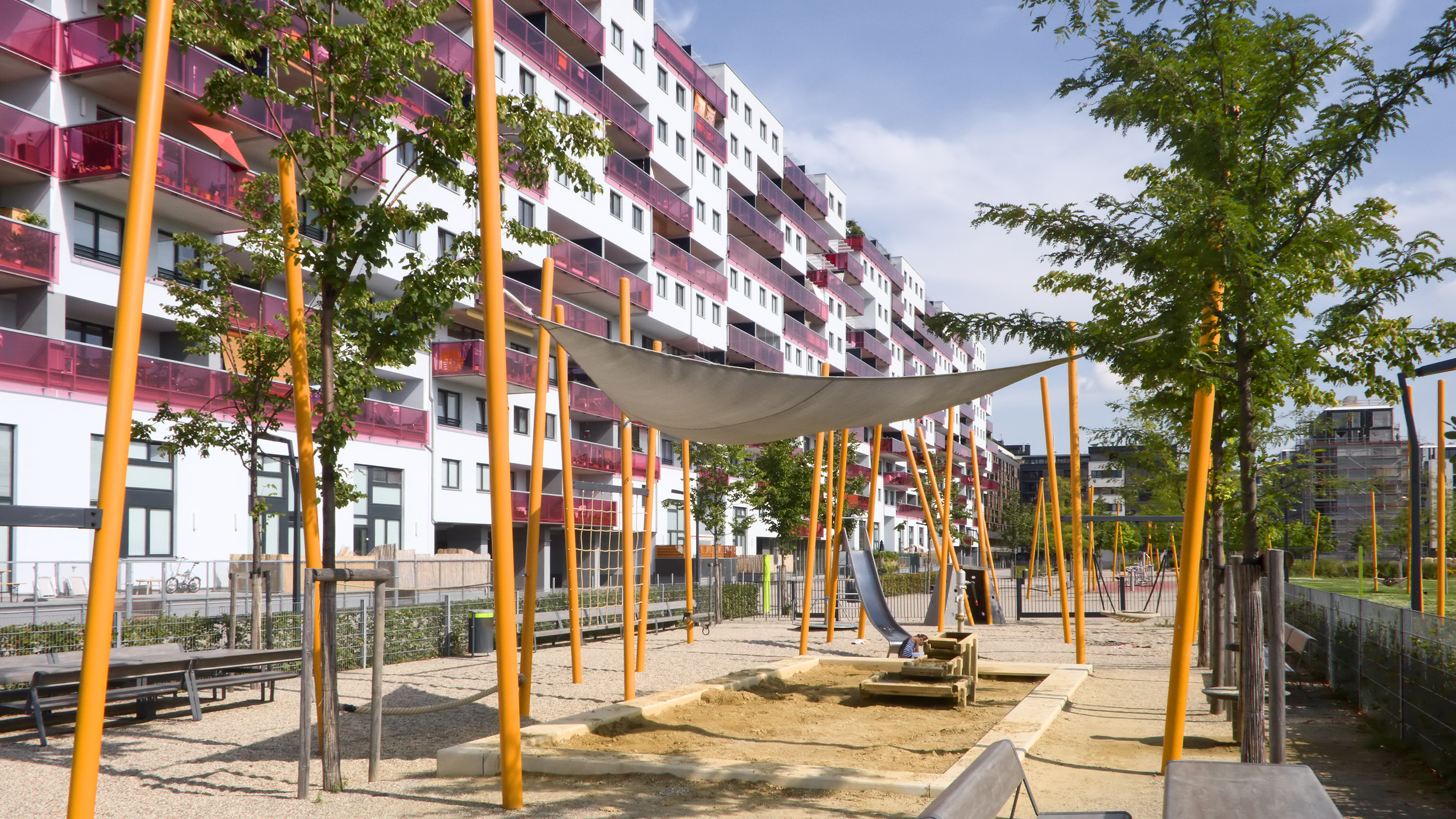
Kinderspielplatz nahe der Vorgartenstraße